# FK Rubin Kazan
Maillots
Actualités
Le Futbolny klub Rubin, plus communément appelé Rubin Kazan (en russe : «Рубин» Казань), est un club de football russe basé à Kazan.
Fondé en 1958, le Rubin fait ses débuts dans la première division russe en 2003, avant de remporter la compétition par deux fois en 2008 et 2009 ainsi que la Coupe de Russie en 2012. Il devient durant cette période un habitué des compétitions européennes, disputant par deux fois la phase de groupes de la Ligue des champions ainsi que celles de la Ligue Europa à quatre reprises. Au cours des années 2010, le club retombe progressivement au second plan et devient un habitué du milieu de classement jusqu'à sa descente surprise au terme de la saison 2021-2022. Après un an en deuxième division, il retrouve l'élite dès 2023.
Résident de longue date du Stade central de Kazan, le club déménage en 2014 dans un stade neuf, le Kazan Arena.

## Histoire

### 1958-1991: Période soviétique
Fondé en 1958 sous le nom Iskra (en russe : Искра, signifiant « étincelle »), le club est intégré la même année au sein de la deuxième division soviétique où il passe cinq années au sein de différents groupes de la compétition avant d'être relégué en 1962 du fait de l'instauration d'une troisième division. Il passe trois années à cet échelon, adoptant en parallèle le nom Rubin (en russe : Рубин, signifiant « rubis ») en 1964 avant d'être promu à l'issue de la saison 1965 après avoir fini deuxième du second groupe de la RSFS de Russie puis deuxième de la phase finale derrière le Spartak Naltchik. Il joue ensuite sept années en deuxième division, survivant au passage à un groupe unique à partir de 1970, finissant huitième avant d'être finalement relégué dès la saison suivante.
Après trois saisons au troisième niveau, il termine vice-champion de la zone 4 en 1974 puis deuxième de la phase finale derrière le Alga Frounzé et retrouve le deuxième échelon. Finissant onzième lors de la saison 1975, ses résultats retombent par la suite et le Rubin est une nouvelle fois relégué en 1977. Les années 1980 voient par la suite le club stagner au sein de la deuxième zone du troisième échelon où il ne peut faire mieux qu'une deuxième position en 1982. À la suite d'une nouvelle réorganisation des compétitions soviétiques, il est intégré au sein de la quatrième division pour les saisons 1990 et 1991, où il termine respectivement troisième puis premier de la zone 7.

### 1992-2007: Débuts compliqués dans le championnat russe et montée dans l'élite
Intégré au sein du groupe Centre de la deuxième division russe en 1992 après la disparition des compétitions soviétiques, le Rubin termine dans un premier temps cinquième pour sa première saison puis huitième l'année suivante, ce qui ne lui permet pas d'éviter la relégation à la suite du passage de la compétition à une poule unique. Abandonnés par ses sponsors et souffrant du départ d'une grande partie de son effectif, les deux saisons suivants cette relégation voient le club connaître des résultats décevants avec une quinzième place en 1994 suivi d'une dix-septième position l'année suivante, devant abandonner plusieurs matchs en raison du manque de fonds et passant ainsi très près de la dissolution au cours de cette période.
La municipalité de Kazan et le maire Kamil Iskhakov (en) finissent par apporter leur soutien au Rubin en rachetant le club en 1996, ce qui lui permet de finir sixième cette même année avant de finir largement premier de son groupe en 1997, affichant un total de 102 points en quarante rencontres, soit dix-neuf de plus que son dauphin l'Amkar Perm. Retrouvant ainsi la deuxième division en 1998, le club devient un habitué du haut de classement, terminant septième cette année-là puis l'année suivante avant de finir troisième en 2000, à deux points d'une éventuelle promotion dans l'élite.
L'arrivée de l'entraîneur turkmène Kurban Berdyev au mois d'août 2001 marque un tournant dans l'histoire du club. Après une huitième position en fin d'année, il amène le Rubin à la victoire en championnat dès l'exercice suivant, étant largement promu avec onze points d'avance sur le troisième tandis que Davit Chaladze termine meilleur buteur de la compétition avec 20 buts marqués. Découvrant ainsi l'élite pour la première fois de son histoire lors de la saison 2003, l'équipe poursuit sur sa lancée et, aidé notamment par un bilan de douze victoires pour une défaite et deux matchs nuls à domicile, parvient à accrocher la troisième place du championnat, finissant à six points du champion le CSKA Moscou. Cette performance lui permet de se qualifier pour la Coupe UEFA à l'été 2004, où il est éliminé d'entrée par l'équipe autrichienne du Rapid Vienne. Les années qui suivent voient le Rubin finir dixième lors de l'exercice 2004 avant de remonter dans les cinq premières places lors des deux années qui suivent, lui permettant de participer à nouveau à la Coupe UEFA à l'été 2006 puis à la Coupe Intertoto en 2007. Il termine par la suite dixième du championnat en fin d'année.

### 2008-2010: Âge d'or sous Kurban Berdyev

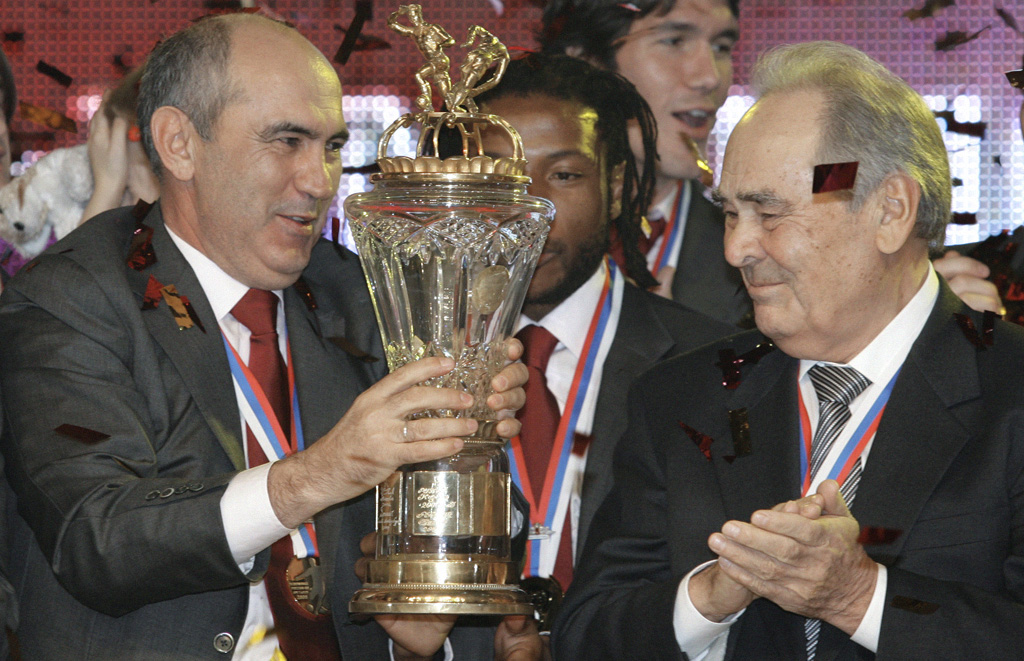
Remise du trophée de champion de Russie en décembre 2009, Kurban Berdyev est à gauche.

À l'aube des cinquante ans d'existence de l'équipe en début de l'année 2008, les dirigeants recrutent plusieurs joueurs d'expérience tels que Sergueï Semak, Savo Milošević, Serhiy Rebrov, Gökdeniz Karadeniz et Sergueï Ryjikov ainsi que le plus jeunes Cristian Ansaldi, qui viennent renforcé un effectif également composé d'Aleksandr Boukharov, Aleksandr Ryazantsev, Christian Noboa, McBeth Sibaya ou encore Roman Charonov. Remportant ses sept premiers matchs de la saison, le Rubin prend très rapidement la tête du championnat et enregistre notamment une victoire de prestige 4-1 contre le Zénith Saint-Pétersbourg, champion en titre, lord de la dix-septième journée. Poursuivant ensuite sur sa lancée, le club termine finalement championne de Russie à trois journées de la fin, comptant alors dix points d'avance sur le CSKA Moscou qui termine vice-champion.
Renforcé par l'arrivée de César Navas à l'hiver 2009, le club atteint au mois de mai suivant la finale de la Coupe de Russie, où il est cependant vaincu par le CSKA Moscou en fin de rencontre. Sa victoire en championnat lui permet en parallèle de disputer la phase de groupes de la Ligue des champions en fin d'année, où il termine troisième du groupe F devant le Dynamo Kiev, enregistre notamment une victoire 2-1 sur la pelouse du FC Barcelone, tenant du titre. En championnat, l'équipe se démarque cette fois par sa forte prolificité, inscrivant 62 buts en 30 matchs tandis qu'Alejandro Domínguez et Aleksandr Boukharov termine tous deux vice-meilleur buteur avec seize buts chacun. Il enregistre ainsi dix victoire par trois buts d'écart ou plus, incluant deux victoires 5-1 et 5-0 face au Saturn Ramenskoïe, tandis que le Rubin parvient à conserver son titre à l'issue de la saison.
Repêché en Ligue Europa en début d'année 2010, le club atteint le stade des huitièmes de finale avant d'être éliminé par le VfL Wolfsbourg lors du match retour à l'issue de la prolongation. Il retrouve par la suite la Ligue des champions dès le mois de septembre suivant, intégrant le groupe D où il termine une nouvelle fois troisième devant le Panathinaïkos en fin d'année, il est ensuite éliminé d'entrée en Ligue Europa par le FC Twente. Ses performances en championnat sont quant à elles plus décevantes, malgré seulement deux défaites enregistrées au cours de la saison, qui est cependant plombé par pas moins de treize matchs nuls qui le font passer en troisième position derrière le CSKA Moscou et le Zénith Saint-Pétersbourg.

### 2011-2014: Parcours européens et fin de l'ère Berdyev

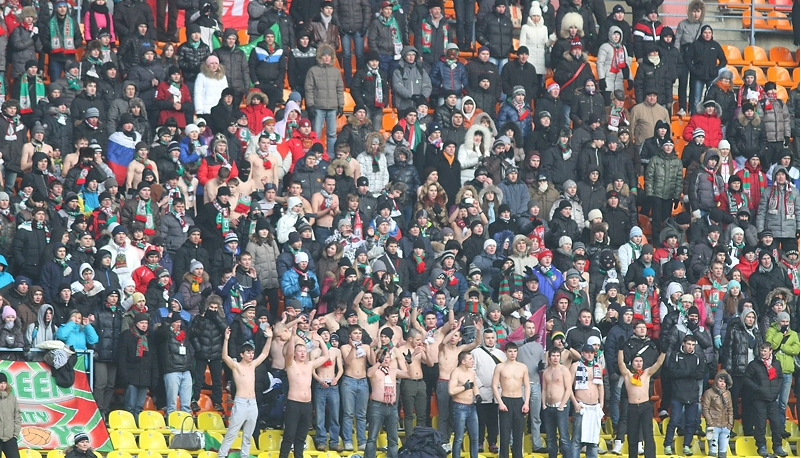
Supporters du Rubin en 2012.

Qualifié pour les tours préliminaires de la Ligue des champions à l'été 2011, le Rubin parvient à se défaire du Dynamo Kiev lors du troisième tour avant de chuter face à l'Olympique lyonnais au stade des barrages. Repêché en Ligue Europa, il parvient à terminer deuxième de son groupe derrière le PAOK Salonique avant d'être éliminé en seizièmes de finale par l'Olympiakos. Pendant ce temps en championnat, l'équipe termine septième lors de la première phase de la saison 2011-2012 avant de finir en sixième position au terme de la saison. Il remporte cependant la Coupe de Russie face au Dynamo Moscou en fin de saison.
Prenant part directement à la phase de groupe de la Ligue Europa 2012-2013, l'équipe parvient à terminer première du groupe H devant notamment l'Inter Milan et élimine par la suite l'Atlético Madrid, tenant du titre, lors des seizièmes de finale puis Levante au tour suivant. Défaits par la suite 3-1 par Chelsea lors du match aller des quarts de finale, le Rubin parvient à l'emporter 3-2 au match retour mais ne peut empêcher son élimination, tandis que l'équipe anglaise remporte la compétition par la suite. L'équipe termine en parallèle sixième du championnat russe.
Démarrant sa campagne de Ligue Europa 2013-2014 au deuxième tour de qualification, le club parvient à passer les trois tours préliminaire sans difficulté avant de terminer à nouveau premier de son groupe largement devant le NK Maribor avec quatorze points en six matchs. Les résultats en championnat sont cependant plus décevants, le Rubin se classant dixième à l'issue de la première partie de saison, ce qui amène finalement au renvoi de Kurban Berdyev après plus de douze années et demi de service. Repris officieusement par Rinat Bilialetdinov, son assistant Vladimir Maminov étant officiellement l'entraîneur du fait de son manque de licence, pour la fin de saison, l'équipe est cependant éliminé d'entrée en phase finale de Ligue Europa par le Bétis Séville et termine finalement en neuvième position au terme de la saison.

### 2014-: Retour au second plan
Titulaire de la licence nécessaire et maintenu à son poste d'entraîneur, Bilialetdinov amène le club à la cinquième position lors de la saison 2014-2015. Retrouvant ainsi la Ligue Europa à l'été 2015, le Rubin parvient à passer les deux tours de qualification et à se qualifier pour la phase de groupes. En parallèle, le club connaît un début de championnat morose le voyant perdre six de ses sept premiers matchs, amenant au départ de Bilialetdinov à la fin du mois d'août tandis que Valeri Tchali devient l'entraîneur pour le reste de la saison. Sous ses ordres, l'équipe ne parvient pas à passer son groupe en Ligue Europa, terminant troisième derrière Liverpool, futur finaliste, et le FC Sion. tandis qu'il termine dixième du championnat.
L'arrivée du technicien espagnol Javi Gracia au mois de mai 2016 s'accompagne d'un fort investissement du club qui dépense près de 40 millions d'euros pour les achats de Rubén Rochina, Maxime Lestienne, Jonathas, Samu García, Moritz Bauer, Carlos Zambrano et Rifat Jemaletdinov, tandis qu'Alex Song et Sergio Sánchez arrivent gratuitement. Cette campagne s'avère cependant être un échec cuisant, le Rubin ne finissant que neuvième en championnat, malgré une demi-finale de Coupe, amenant au départ de Gracia tandis que le club est placé sous le contrôle de la TAIF, société d'investissement pétrochimique qui s'accompagne d'une retour Kurban Berdyev à la tête de l'équipe.
Au mois de mars 2018, le Rubin change de statut juridique, devenant une entreprise privée possédée à 49,99% par Berdyev tandis que les parts restantes passent entre les mains du directeur général Roustem Saïmanov. Pendant ce temps, le club termine dixième en championnat. Peu après le début de l'exercice 2018-2019, il est frappé par une sanction de l'UEFA pour non-respect du fair-play financier, qui se traduit par une exclusion de toutes compétitions européennes pour les deux prochaines saisons. L'équipe termine par la suite à une décevante onzième place et Berdyev quitte une nouvelle fois son poste à l'issue de la saison, revendant dans la foulée ses parts dans le club.
Repris en main par Roman Charonov durant l'été 2019, celui-ci ne reste en poste que quelques mois avant d'être renvoyé dès le mois de décembre alors que le Rubin se place treizième et barragiste. Son remplaçant est cette fois Leonid Sloutski, ancien entraîneur du CSKA Moscou et de la Russie. À l'issue d'une saison notamment marquée par la longue interruption liée à la pandémie de Covid-19 en Russie, il amène finalement l'équipe à une dixième position synonyme de maintien, marquant une avance de quatre points sur la relégation. La saison 2020-2021 est nettement plus réussie pour le club qui lutte cette fois pour les places européennes et termine cette fois quatrième, constituant son meilleur classement depuis l'exercice 2010 et lui permet de se qualifier en Ligue Europa Conférence.
Le retour sur la scène européenne s'avère finalement de très courte durée, le Rubin étant éliminé dès son entrée en lice au troisième tour de qualification par l'équipe polonaise du Raków Częstochowa. Domestiquement, l'exercice 2021-2022 qui s'ensuit s'avère très compliqué pour le club qui stagne dans le milieu de classement au moment de la trêve hivernale. La situation empire d'autant plus avec l'exode d'une grande partie du contingent étranger de l'effectif à la suite du déclenchement de l'invasion de l'Ukraine par la Russie en février 2022. L'équipe n'obtient alors que six points sur les douze rencontres après la trêve et termine la saison en quinzième et avant-dernière position, synonyme de relégation en deuxième division après vingt années de présence ininterrompue dans l'élite.
Le 15 novembre 2022, Leonid Sloutski démissionne de son poste d'entraîneur après un début de saison compliqué qui voit le club, grand favori pour la montée, se classer cinquième, juste en-dehors des places de barrages.

## Bilan sportif

### Palmarès
| Compétitions russes | Compétitions internationales | Compétitions soviétiques |
| --- | --- | --- |
| - Championnat de Russie (2) - Champion : 2008 et 2009. - Coupe de Russie (1) - Vainqueur : 2012. - Finaliste : 2009. - Supercoupe de Russie (2) - Vainqueur : 2010 et 2012. - Finaliste : 2009. - Championnat de Russie de D2 (2) - Champion : 2002 et 2023. - Championnat de Russie de D3 - Vainqueur de groupe : 1997. | - Ligue des champions - Phase de groupes : 2009 et 2010. - Ligue Europa - Quarts de finale : 2013. - Coupe Intertoto - Troisième tour : 2007. - Coupe de la CEI (1) - Vainqueur : 2010. | - Coupe d'Union soviétique - Huitièmes de finale : 1967 et 1969. - Championnat d'Union soviétique de D2 - Deuxième de groupe : 1969. - Championnat d'Union soviétique de D3 - Deuxième de groupe : 1964, 1965, 1973, 1974 et 1982. - Championnat d'Union soviétique de D4 - Vainqueur de groupe : 1991. |

### Classements en championnat
La frise ci-dessous résume les classements successifs du club en championnat d'Union soviétique.
La frise ci-dessous résume les classements successifs du club en championnat de Russie.

### Bilan par saison
Légende
- Vainqueur de la compétition
- Vice-champion ou finaliste de la compétition
- Troisième de la compétition
- Promotion en division supérieure
- Relégation en division inférieure

#### Période soviétique
| Saison | Championnat | Championnat | Championnat | Championnat | Championnat | Championnat | Championnat | Championnat | Championnat | Championnat | Coupe d'URSS          |
| Saison | Division    | Pos         | Pts         | J           | V           | N           | D           | BP          | BC          | Diff        | Coupe d'URSS          |
| ------ | ----------- | ----------- | ----------- | ----------- | ----------- | ----------- | ----------- | ----------- | ----------- | ----------- | --------------------- |
| 1958   | 2e Zone 1   | 14e         | 18          | 30          | 7           | 4           | 19          | 24          | 56          | +32         | Quarts de finale Q    |
| 1959   | 2e Zone 1   | 5e          | 33          | 28          | 12          | 9           | 7           | 36          | 27          | +9          | —                     |
| 1960   | 2e Russie 4 | 4e          | 37          | 28          | 15          | 7           | 6           | 42          | 22          | +20         | Quarts de finale Q    |
| 1961   | 2e Russie 2 | 3e          | 31          | 24          | 11          | 9           | 4           | 31          | 22          | +9          | Seizièmes de finale   |
| 1962   | 2e Russie 4 | 3e          | 38          | 30          | 13          | 12          | 5           | 47          | 23          | +24         | Quarts de finale Q    |
| 1963   | 3e Russie 4 | 3e          | 40          | 30          | 17          | 6           | 7           | 47          | 28          | +19         | 32es de finale        |
| 1964   | 3e Russie 2 | 2e          | 41          | 32          | 13          | 15          | 4           | 40          | 15          | +25         | Huitièmes de finale Q |
| 1965   | 3e Russie 2 | 2e          | 49          | 36          | 20          | 9           | 7           | 52          | 22          | +30         | —                     |
| 1966   | 2e Groupe 1 | 5e          | 39          | 32          | 15          | 9           | 8           | 32          | 23          | +9          | Seizièmes de finale   |
| 1967   | 2e Groupe 1 | 4e          | 44          | 38          | 16          | 12          | 10          | 36          | 26          | +10         | Huitièmes de finale   |
| 1968   | 2e Groupe 3 | 5e          | 47          | 40          | 19          | 9           | 12          | 52          | 31          | +21         | 128es de finale       |
| 1969   | 2e Groupe 2 | 2e          | 46          | 34          | 17          | 12          | 5           | 40          | 21          | +19         | Huitièmes de finale   |
| 1970   | 2e          | 8e          | 46          | 42          | 18          | 10          | 14          | 36          | 42          | -6          | 64es de finale        |
| 1971   | 2e          | 22e         | 31          | 42          | 9           | 13          | 20          | 31          | 57          | -26         | Seizièmes de finale   |
| 1972   | 3e Zone 5   | 7e          | 36          | 32          | 11          | 14          | 7           | 24          | 22          | +2          | —                     |
| 1973   | 3e Zone 5   | 2e          | 47          | 32          | 21          | 5           | 6           | 58          | 26          | +32         | —                     |
| 1974   | 3e Zone 4   | 2e          | 51          | 40          | 20          | 11          | 9           | 53          | 33          | +20         | —                     |
| 1975   | 2e          | 11e         | 37          | 38          | 12          | 13          | 13          | 37          | 51          | -14         | 32es de finale        |
| 1976   | 2e          | 17e         | 30          | 38          | 6           | 18          | 14          | 39          | 55          | -16         | 32es de finale        |
| 1977   | 2e          | 20e         | 22          | 38          | 6           | 10          | 22          | 40          | 76          | -36         | 32es de finale        |
| 1978   | 3e Zone 4   | 6e          | 52          | 46          | 20          | 12          | 14          | 64          | 50          | +14         | —                     |
| 1979   | 3e Zone 4   | 19e         | 36          | 46          | 10          | 16          | 20          | 48          | 56          | -8          | —                     |
| 1980   | 3e Zone 2   | 10e         | 35          | 34          | 12          | 11          | 11          | 37          | 27          | +10         | —                     |
| 1981   | 3e Zone 2   | 5e          | 36          | 32          | 14          | 8           | 10          | 46          | 30          | +16         | —                     |
| 1982   | 3e Zone 2   | 2e          | 46          | 32          | 19          | 8           | 5           | 51          | 28          | +13         | —                     |
| 1983   | 3e Zone 2   | 5e          | 32          | 28          | 11          | 10          | 7           | 35          | 27          | +8          | —                     |
| 1984   | 3e Zone 2   | 10e         | 31          | 32          | 11          | 9           | 12          | 25          | 33          | -8          | —                     |
| 1985   | 3e Zone 2   | 7e          | 30          | 28          | 13          | 4           | 11          | 34          | 32          | +2          | —                     |
| 1986   | 3e Zone 2   | 5e          | 40          | 32          | 16          | 8           | 8           | 50          | 33          | +17         | —                     |
| 1987   | 3e Zone 2   | 5e          | 38          | 32          | 15          | 8           | 9           | 44          | 29          | +15         | —                     |
| 1988   | 3e Zone 2   | 7e          | 31          | 32          | 13          | 5           | 14          | 30          | 28          | +2          | —                     |
| 1989   | 3e Zone 2   | 12e         | 40          | 42          | 18          | 4           | 20          | 42          | 41          | +1          | 64es de finale        |
| 1990   | 4e Zone 7   | 3e          | 46          | 32          | 18          | 10          | 4           | 48          | 15          | +33         | —                     |
| 1991   | 4e Zone 7   | 1er         | 68          | 42          | 30          | 8           | 4           | 79          | 20          | +59         | —                     |

#### Période russe
| Saison    | Championnat | Championnat | Championnat | Championnat | Championnat | Championnat | Championnat | Championnat | Championnat | Championnat | Coupe de Russie     | Coupe d'Europe | Coupe d'Europe      |
| Saison    | Division    | Pos         | Pts         | J           | V           | N           | D           | BP          | BC          | Diff        | Coupe de Russie     | C              | Résultat            |
| --------- | ----------- | ----------- | ----------- | ----------- | ----------- | ----------- | ----------- | ----------- | ----------- | ----------- | ------------------- | -------------- | ------------------- |
| 1992      | 2e Centre   | 5e          | 39          | 34          | 15          | 9           | 10          | 43          | 30          | +13         | —                   | —              | —                   |
| 1993      | 2e Centre   | 8e          | 44          | 38          | 19          | 6           | 13          | 48          | 46          | +2          | 128es de finale     | —              | —                   |
| 1994      | 3e Centre   | 15e         | 16          | 32          | 6           | 4           | 22          | 15          | 65          | -50         | 128es de finale     | —              | —                   |
| 1995      | 3e Centre   | 17e         | 42          | 40          | 12          | 6           | 22          | 32          | 56          | -24         | 128es de finale     | —              | —                   |
| 1996      | 3e Centre   | 6e          | 79          | 42          | 24          | 7           | 11          | 66          | 34          | +22         | 256es de finale     | —              | —                   |
| 1997      | 3e Centre   | 1er         | 102         | 40          | 32          | 6           | 2           | 88          | 22          | +66         | 32es de finale      | —              | —                   |
| 1998      | 2e          | 7e          | 63          | 42          | 19          | 6           | 17          | 56          | 50          | +6          | Quarts de finale    | —              | —                   |
| 1999      | 2e          | 7e          | 66          | 42          | 18          | 12          | 12          | 56          | 49          | +7          | 32es de finale      | —              | —                   |
| 2000      | 2e          | 3e          | 78          | 38          | 24          | 6           | 8           | 61          | 28          | +33         | 32es de finale      | —              | —                   |
| 2001      | 2e          | 8e          | 46          | 34          | 13          | 7           | 14          | 44          | 44          | 0           | 32es de finale      | —              | —                   |
| 2002      | 2e          | 1er         | 72          | 30          | 22          | 6           | 6           | 51          | 14          | +37         | Huitièmes de finale | —              | —                   |
| 2003      | 1re         | 3e          | 53          | 30          | 15          | 8           | 7           | 44          | 29          | +15         | Huitièmes de finale | —              | —                   |
| 2004      | 1re         | 10e         | 33          | 30          | 7           | 12          | 11          | 32          | 31          | +1          | Huitièmes de finale | —              | —                   |
| 2005      | 1re         | 4e          | 51          | 30          | 14          | 9           | 7           | 45          | 31          | +14         | Seizièmes de finale | C3             | Deuxième tour Q     |
| 2006      | 1re         | 5e          | 46          | 30          | 13          | 7           | 10          | 43          | 37          | +6          | Quarts de finale    | —              | —                   |
| 2007      | 1re         | 10e         | 35          | 30          | 10          | 5           | 15          | 31          | 39          | -8          | Huitièmes de finale | C3             | Premier tour        |
| 2007      | 1re         | 10e         | 35          | 30          | 10          | 5           | 15          | 31          | 39          | -8          | Huitièmes de finale | CI             | Troisième tour      |
| 2008      | 1re         | 1er         | 60          | 30          | 18          | 6           | 6           | 44          | 26          | +18         | Huitièmes de finale | —              | —                   |
| 2009      | 1re         | 1er         | 63          | 30          | 19          | 6           | 5           | 62          | 21          | +41         | Finale              | —              | —                   |
| 2010      | 1re         | 3e          | 58          | 30          | 15          | 13          | 2           | 37          | 16          | +21         | Seizièmes de finale | C1             | Phase de groupes    |
| 2010      | 1re         | 3e          | 58          | 30          | 15          | 13          | 2           | 37          | 16          | +21         | Seizièmes de finale | C3             | Huitièmes de finale |
| 2010-2011 | 1re         | —           | —           | —           | —           | —           | —           | —           | —           | —           | Seizièmes de finale | C1             | Phase de groupes    |
| 2010-2011 | 1re         | —           | —           | —           | —           | —           | —           | —           | —           | —           | Seizièmes de finale | C3             | Seizièmes de finale |
| 2011-2012 | 1re         | 6e          | 68          | 44          | 17          | 17          | 10          | 55          | 41          | +14         | Vainqueur           | C1             | Barrages Q          |
| 2011-2012 | 1re         | 6e          | 68          | 44          | 17          | 17          | 10          | 55          | 41          | +14         | Vainqueur           | C3             | Seizièmes de finale |
| 2012-2013 | 1re         | 6e          | 50          | 30          | 15          | 5           | 10          | 39          | 27          | +12         | Seizièmes de finale | C3             | Quarts de finale    |
| 2013-2014 | 1re         | 9e          | 38          | 30          | 9           | 11          | 10          | 36          | 30          | +6          | Seizièmes de finale | C3             | Seizièmes de finale |
| 2014-2015 | 1re         | 5e          | 48          | 30          | 13          | 9           | 8           | 39          | 33          | +6          | Quarts de finale    | —              | —                   |
| 2015-2016 | 1re         | 10e         | 33          | 30          | 9           | 6           | 15          | 33          | 39          | -6          | Seizièmes de finale | C3             | Phase de groupes    |
| 2016-2017 | 1re         | 9e          | 38          | 30          | 10          | 8           | 12          | 30          | 34          | -4          | Demi-finales        | —              | —                   |
| 2017-2018 | 1re         | 10e         | 38          | 30          | 9           | 11          | 10          | 32          | 25          | +7          | Quarts de finale    | —              | —                   |
| 2018-2019 | 1re         | 11e         | 36          | 30          | 7           | 15          | 8           | 24          | 30          | -6          | Quarts de finale    | —              | —                   |
| 2019-2020 | 1re         | 10e         | 35          | 30          | 8           | 11          | 11          | 18          | 28          | -10         | Seizièmes de finale | —              | —                   |
| 2020-2021 | 1re         | 4e          | 53          | 30          | 16          | 5           | 9           | 42          | 33          | +9          | Phase de groupes    | —              | —                   |
| 2021-2022 | 1re         | 15e         | 29          | 30          | 8           | 5           | 17          | 34          | 56          | -22         | Quarts de finale    | C4             | Troisième tour Q    |
| 2022-2023 | 2e          | 1er         | 69          | 34          | 19          | 12          | 3           | 53          | 27          | +26         | 32es de finale      | —              | —                   |
| 2023-2024 | 1re         | en cours    | en cours    | en cours    | en cours    | en cours    | en cours    | en cours    | en cours    | en cours    | Phase de groupes    | —              | —                   |

### Bilan européen
Légende
- Victoire ou qualification pour le tour suivant
- Match nul
- Défaite ou élimination de la compétition

Note : dans les résultats ci-dessous, le score du club est toujours donné en premier.
| Saison    | Compétition             | Tour                | Club                  | Domicile | Extérieur | Total     |
| --------- | ----------------------- | ------------------- | --------------------- | -------- | --------- | --------- |
| 2004-2005 | Coupe UEFA              | Deuxième tour Q     | Rapid Vienne          | 0 - 3    | 2 - 0     | 2 - 3     |
| 2006-2007 | Coupe UEFA              | Deuxième tour Q     | BATE Borisov          | 3 - 0    | 2 - 0     | 5 - 0     |
| 2006-2007 | Coupe UEFA              | Premier tour        | Parme FC              | 0 - 1    | 0 - 1     | 0 - 2     |
| 2007      | Coupe Intertoto         | Deuxième tour       | Zalaegerszeg TE       | 3 - 0    | 2 - 0     | 5 - 0     |
| 2007      | Coupe Intertoto         | Troisième tour      | Rapid Vienne          | 0 - 0    | 1 - 3     | 1 - 3     |
| 2009-2010 | Ligue des champions     | Groupe F            | Dynamo Kiev           | 0 - 0    | 1 - 3     | Troisième |
| 2009-2010 | Ligue des champions     | Groupe F            | Inter Milan           | 1 - 1    | 0 - 2     | Troisième |
| 2009-2010 | Ligue des champions     | Groupe F            | FC Barcelone          | 0 - 0    | 2 - 1     | Troisième |
| 2009-2010 | Ligue Europa            | Seizièmes de finale | Hapoël Tel-Aviv       | 3 - 0    | 0 - 0     | 3 - 0     |
| 2009-2010 | Ligue Europa            | Huitièmes de finale | VfL Wolfsbourg        | 1 - 1    | 1 - 2 ap  | 2 - 3     |
| 2010-2011 | Ligue des champions     | Groupe D            | FC Copenhague         | 1 - 0    | 0 - 1     | Troisième |
| 2010-2011 | Ligue des champions     | Groupe D            | FC Barcelone          | 1 - 1    | 0 - 2     | Troisième |
| 2010-2011 | Ligue des champions     | Groupe D            | Panathinaïkos         | 0 - 0    | 0 - 0     | Troisième |
| 2010-2011 | Ligue Europa            | Seizièmes de finale | FC Twente             | 0 - 2    | 2 - 2     | 2 - 4     |
| 2011-2012 | Ligue des champions     | Troisième tour Q    | Dynamo Kiev           | 2 - 1    | 2 - 0     | 4 - 1     |
| 2011-2012 | Ligue des champions     | Barrages Q          | Olympique lyonnais    | 1 - 1    | 1 - 3     | 2 - 4     |
| 2011-2012 | Ligue Europa            | Groupe A            | Tottenham Hotspur     | 1 - 0    | 0 - 1     | Deuxième  |
| 2011-2012 | Ligue Europa            | Groupe A            | PAOK Salonique        | 2 - 2    | 1 - 1     | Deuxième  |
| 2011-2012 | Ligue Europa            | Groupe A            | Shamrock Rovers       | 4 - 1    | 3 - 0     | Deuxième  |
| 2011-2012 | Ligue Europa            | Seizièmes de finale | Olympiakos            | 0 - 1    | 0 - 1     | 0 - 2     |
| 2012-2013 | Ligue Europa            | Groupe H            | Inter Milan           | 3 - 0    | 2 - 2     | Premier   |
| 2012-2013 | Ligue Europa            | Groupe H            | Partizan Belgrade     | 2 - 0    | 1 - 1     | Premier   |
| 2012-2013 | Ligue Europa            | Groupe H            | Neftchi Bakou         | 1 - 0    | 1 - 0     | Premier   |
| 2012-2013 | Ligue Europa            | Seizièmes de finale | Atlético Madrid       | 0 - 1    | 2 - 0     | 2 - 1     |
| 2012-2013 | Ligue Europa            | Huitièmes de finale | Levante UD            | 2 - 0 ap | 0 - 0     | 2 - 0     |
| 2012-2013 | Ligue Europa            | Quarts de finale    | Chelsea FC            | 3 - 2    | 1 - 3     | 4 - 5     |
| 2013-2014 | Ligue Europa            | Deuxième tour Q     | FK Jagodina           | 1 - 0    | 3 - 2     | 4 - 2     |
| 2013-2014 | Ligue Europa            | Troisième tour Q    | Randers FC            | 2 - 0    | 2 - 1     | 4 - 1     |
| 2013-2014 | Ligue Europa            | Barrages Q          | Molde FK              | 3 - 0    | 2 - 0     | 5 - 0     |
| 2013-2014 | Ligue Europa            | Groupe D            | Wigan Athletic        | 1 - 0    | 1 - 1     | Premier   |
| 2013-2014 | Ligue Europa            | Groupe D            | NK Maribor            | 1 - 1    | 5 - 2     | Premier   |
| 2013-2014 | Ligue Europa            | Groupe D            | Zulte Waregem         | 4 - 0    | 2 - 0     | Premier   |
| 2013-2014 | Ligue Europa            | Seizièmes de finale | Bétis Séville         | 0 - 2    | 1 - 1     | 1 - 3     |
| 2015-2016 | Ligue Europa            | Troisième tour Q    | Sturm Graz            | 1 - 1    | 3 - 2     | 4 - 3     |
| 2015-2016 | Ligue Europa            | Barrages Q          | Rabotnički Skopje     | 1 - 0    | 1 - 1     | 2 - 1     |
| 2015-2016 | Ligue Europa            | Groupe B            | Liverpool FC          | 0 - 1    | 1 - 1     | Troisième |
| 2015-2016 | Ligue Europa            | Groupe B            | Girondins de Bordeaux | 0 - 0    | 2 - 2     | Troisième |
| 2015-2016 | Ligue Europa            | Groupe B            | FC Sion               | 2 - 0    | 1 - 2     | Troisième |
| 2021-2022 | Ligue Europa Conférence | Troisième tour Q    | Raków Częstochowa     | 0 - 1 ap | 0 - 0     | 0 - 1     |

## Joueurs et personnalités du club

### Entraîneurs
La liste suivante présente les différents entraîneurs du club depuis 1958 :
- Mikhaïl Mikhine (1958)
- Ilia Evranov (1958)
- Piotr Dementiev (1958)
- Aleksandr Minov (1958)
- Nikolaï Sentiabrov (1959-1971)
- Viktor Lakhonine (octobre 1971-novembre 1971)
- Valeri Kalouguine (1972-1973)
- Valeri Dobrikov (1973)
- Vladlen Rechitko (janvier 1974-juin 1974)
- Iouri Markov (juin 1974-décembre 1974)
- Boris Batanov (janvier 1975-juillet 1975)
- Iouri Markov (août 1975-décembre 1975)
- Valeri Kalouguine (juin 1976-décembre 1976)
- Alekseï Berioutchevski (1978-1979)
- Valeri Salnikov (1980)
- Vladimir Mikhaïlov (1981-1982)
- Guennadi Kostylev (1983)
- Alekseï Semenov (1984)
- Vladimir Mikhaïlov (1985-septembre 1987)
- Alekseï Semenov (septembre 1987-1988)
- Ravil Navrozov (1989)
- Ivan Zolotoukhine (1990-1991)
- Aleksandr Ivtchenko (1992)
- Viktor Loukachenko (1993)
- Murat Zadikachvili (1993-mai 1995)
- Vladimir Saveliev (juin 1995-décembre 1995)
- Igor Voltchok (1996-avril 1998)
- Miodrag Radanović (intérim) (mai 1998)
- Aleksandr Irkhine (juin 1998-décembre 1998)
- Pavel Sadyrine (1999)
- Viktor Antikhovitch (2000-mai 2001)
- Aleksandr Afonine (intérim) (juillet 2001)
- Kurban Berdyev (août 2001-décembre 2013)
- Vladimir Maminov (février 2014-mai 2014)
- Rinat Bilialetdinov (juillet 2014-septembre 2015)
- Valeri Tchali (septembre 2015-mai 2016)
- Javi Gracia (mai 2016-juin 2017)
- Kurban Berdyev (juin 2017-juin 2019)
- Roman Charonov (juin 2019-décembre 2019)
- Leonid Sloutski (décembre 2019-novembre 2022)
- Iouri Outkoulbaïev (novembre 2022-avril 2023)
- Rashid Rahimov (depuis avril 2023)

### Joueurs emblématiques

#### Distinctions individuelles

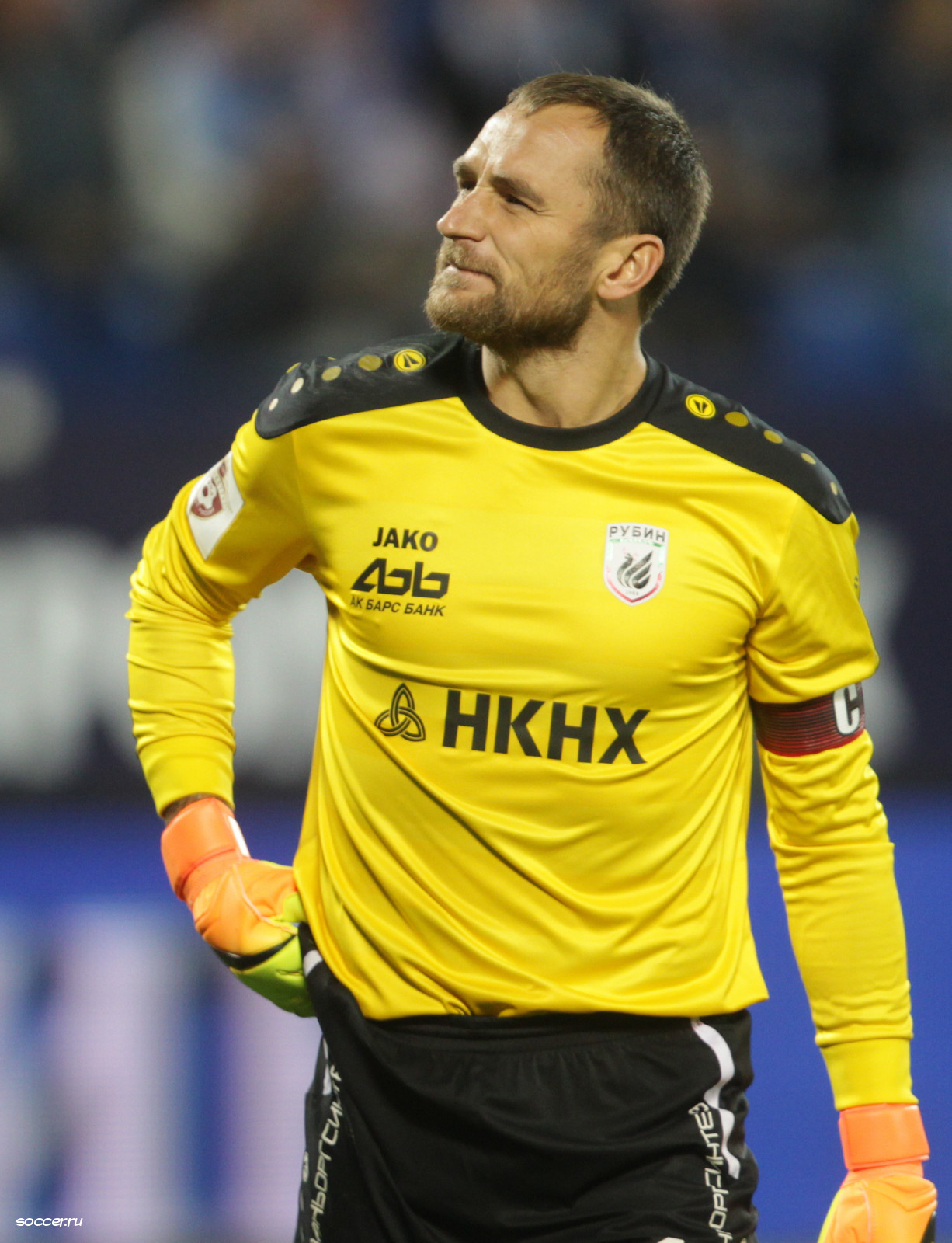
Avec 359 matchs joués entre 2008 et 2018, Sergueï Ryjikov est le joueur le plus capé de l'histoire du club.

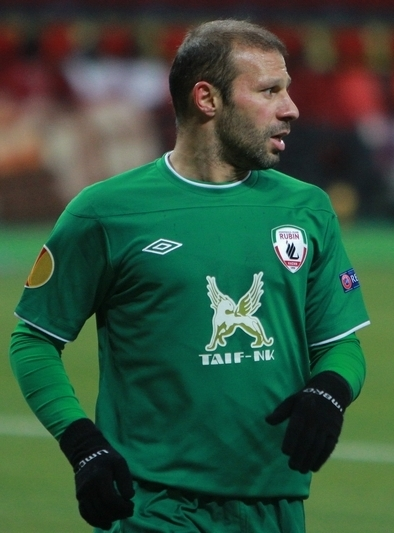
Gökdeniz Karadeniz est le meilleur buteur du club avec 52 buts marqués entre 2008 et 2018.

La liste suivante présente les joueurs ayant obtenu des distinctions individuelles notables durant leur passage au club. Sept de ces joueurs sont considérés comme des légendes du club selon le site officiel.
| Nom                   | Période au club     | Performances |
| --------------------- | ------------------- | --- |
| Viktor Kolotov        | 1968-1970           | Légende du club. |
| Roman Charonov        | 1999-2004 2008-2014 | Légende du club. Liste des 33 meilleurs joueurs du championnat russe (ru) en 2003.                                                                        |
| Denis Boïarintsev     | 2001-2004           | Liste des 33 meilleurs joueurs du championnat russe en 2003 et 2004.                                                                                      |
| Sergueï Kozko (en)    | 2002-2004 2008-2009 | Liste des 33 meilleurs joueurs du championnat russe en 2003.                                                                                              |
| Andrés Scotti         | 2003-2006           | Liste des 33 meilleurs joueurs du championnat russe en 2003.                                                                                              |
| Calisto (en)          | 2003-2007           | Liste des 33 meilleurs joueurs du championnat russe en 2003, 2005 et 2006.                                                                                |
| McBeth Sibaya         | 2003-2010           | Liste des 33 meilleurs joueurs du championnat russe en 2005.                                                                                              |
| Alejandro Domínguez   | 2004-2006 2009-2010 | Légende du club. Footballeur de l'année en Russie en 2009. Liste des 33 meilleurs joueurs du championnat russe en 2006 et 2009.                           |
| Aleksandr Boukharov   | 2004-2010 2018-     | Liste des 33 meilleurs joueurs du championnat russe en 2009.                                                                                              |
| Aleksandr Ryazantsev  | 2006-2013           | Liste des 33 meilleurs joueurs du championnat russe en 2009.                                                                                              |
| Aleksei Popov         | 2008-2009           | Liste des 33 meilleurs joueurs du championnat russe en 2008.                                                                                              |
| Sergueï Semak         | 2008-2010           | Liste des 33 meilleurs joueurs du championnat russe en 2008 et 2009.                                                                                      |
| Cristian Ansaldi      | 2008-2013           | Liste des 33 meilleurs joueurs du championnat russe en 2008, 2009 et 2012.                                                                                |
| Igor Portniaguine     | 2008-2016           | Liste des 33 meilleurs joueurs du championnat russe en 2015.                                                                                              |
| Gökdeniz Karadeniz    | 2008-2018           | Légende du club. Meilleur buteur de l'histoire du club (52 buts). Liste des 33 meilleurs joueurs du championnat russe en 2008, 2012 et 2013.              |
| Sergueï Ryjikov       | 2008-2018           | Légende du club. Joueur le plus capé de l'histoire du club (359 matchs). Liste des 33 meilleurs joueurs du championnat russe en 2008, 2009, 2010 et 2015. |
| Alan Kassaïev (en)    | 2009-2014           | Liste des 33 meilleurs joueurs du championnat russe en 2010.                                                                                              |
| César Navas           | 2009-2015 2017-2018 | Légende du club. Liste des 33 meilleurs joueurs du championnat russe en 2009 et 2010.                                                                     |
| Salvatore Bocchetti   | 2010-2012           | Liste des 33 meilleurs joueurs du championnat russe en 2012.                                                                                              |
| Bibras Natkho         | 2010-2013           | Liste des 33 meilleurs joueurs du championnat russe en 2012.                                                                                              |
| Oleg Kouzmine         | 2010-2018           | Légende du club. Liste des 33 meilleurs joueurs du championnat russe en 2016.                                                                             |
| Roman Eremenko        | 2011-2014           | Liste des 33 meilleurs joueurs du championnat russe en 2013.                                                                                              |
| Elmir Nabiullin       | 2014-2017           | Liste des 33 meilleurs joueurs du championnat russe en 2015.                                                                                              |
| Fiodor Koudriachov    | 2017-2018           | Liste des 33 meilleurs joueurs du championnat russe en 2018.                                                                                              |
| Iouri Dioupine        | 2019-               | Liste des 33 meilleurs joueurs du championnat russe en 2021.                                                                                              |
| Khvicha Kvaratskhelia | 2019-               | Liste des 33 meilleurs joueurs du championnat russe en 2021.                                                                                              |
| Đorđe Despotović      | 2020-               | Liste des 33 meilleurs joueurs du championnat russe en 2021.                                                                                              |
| Denis Makarov         | 2020-               | Liste des 33 meilleurs joueurs du championnat russe en 2021.                                                                                              |
| Ilia Samochnikov      | 2020-               | Liste des 33 meilleurs joueurs du championnat russe en 2021.                                                                                              |

#### Joueurs internationaux
Les joueurs internationaux suivants ont joué pour le club. Ceux ayant évolué en équipe nationale lors de leur passage au Rubin sont marqués en gras.
URSS/Russie
- Andreï Tchernychov
- Viktor Kolotov
- Roman Adamov
- Diniyar Bilyaletdinov
- Denis Boïarintsev
- Aleksandr Boukharov
- Taras Burlak
- Piotr Bystrov
- Valeri Chijov
- Soslan Djanaïev
- Vladimir Granat
- Rouslan Kambolov
- Maksim Kanounnikov
- Fiodor Koudriachov
- Oleg Kouzmine
- Pavel Mogilevets
- Elmir Nabiullin
- Magomed Ozdoïev
- Dmitri Poloz
- Igor Portniaguine
- Alekseï Rebko
- Aleksandr Ryazantsev
- Sergueï Ryjikov
- Sergueï Semak
- Dmitri Sennikov
- Igor Simutenkov
- Roman Charonov
- Roman Chirokov
- Iegor Sorokine
- Dmitri Torbinski
- Dmitri Vassiliev

Pays de l'ex-URSS
- Sargis Hovhannisyan
- Vardan Khachatryan
- Eduard Partsikyan
- Ruslan Abışov
- Ramil Sheydayev
- Sergey Kislyak
- Sergueï Kornilenko
- Andreï Kovalenko
- Mikalay Ryndzyuk
- Mikhaïl Ashvetia
- Davit Chaladze
- Georgi Kinkladze
- Dato Kvirkvelia
- Solomon Kvirkvelia
- Nukri Revishvili
- Lasha Salukvadze
- Levan Silagadze
- Aleksei Popov
- Vitālijs Astafjevs
- Edgars Burlakovs
- Aleksandrs Koļinko
- Mihails Ziziļevs
- Giedrius Arlauskis
- Orestas Buitkus
- Mindaugas Kalonas
- Saulius Mikalajūnas
- Alexandru Antoniuc
- Ilie Cebanu
- Alexandru Gațcan
- Nazar Baýramow
- Wladimir Baýramow
- Pavel Kharchik
- Marko Dević
- Oleksandr Hranovskyi
- Andriy Pylyavskyi
- Serhiy Rebrov
- Oleksandr Svystunov
- Marat Bikmoev
- Fevzi Davletov
- Andrei Fyodorov
- Vagiz Galiulin
- Bahodir Nasimov

Europe
- Moritz Bauer
- Cédric Roussel
- Blagoy Georgiev
- Ivelin Popov
- Stjepan Tomas
- Jiří Novotný
- Adam Petrouš
- Alexei Eremenko
- Roman Eremenko
- Yann M'Vila
- Ragnar Sigurðsson
- Bibras Natkho
- Salvatore Bocchetti
- Rafał Murawski
- Gabriel Enache
- Savo Milošević
- Veljko Paunović
- Pablo Orbaiz
- Emil Bergström
- Hasan Kabze
- Gökdeniz Karadeniz
- Fatih Tekke
- Gökhan Töre

Amérique
- Cristian Ansaldi
- Carlos Eduardo
- Roni
- Christian Noboa
- Damani Ralph
- Nelson Valdez
- Carlos Zambrano
- Andrés Scotti
- Salomón Rondón

Afrique
- Alex Song
- Chris Mavinga
- Wakaso Mubarak
- Ebrima Ebou Sillah
- Abdelkrim Kissi
- Obafemi Martins
- MacBeth Sibaya
- Selim Benachour

Asie
- Sardar Azmoun
- Alireza Haghighi
- Kim Dong-hyun
- Anas Makhlouf

## Historique du logo
La galerie suivante liste les différents logos connus du club au cours de son existence,.

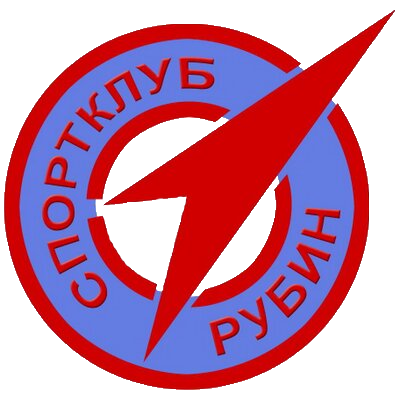
1965-1991
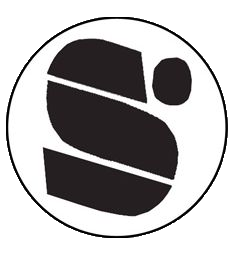
1992-1995
1996-2012
2013-juillet 2016
juillet 2016-juillet 2019
depuis juillet 2019